# Kahula
Kahula är en ort i Estland. Den ligger i Jõhvi kommun och landskapet Ida-Virumaa, i den östra delen av landet, 150 km öster om huvudstaden Tallinn. Kahula ligger 73 meter över havet och antalet invånare är 101.
Terrängen runt Kahula är platt, och sluttar norrut. Runt Kahula är det mycket glesbefolkat, med 5 invånare per kvadratkilometer. Närmaste större samhälle är Kohtla-Järve, 7,3 km nordväst om Kahula. I omgivningarna runt Kahula växer i huvudsak blandskog.